# アンドレア・ドーリア級駆逐艦
アンドレア・ドーリア級駆逐艦（イタリア語: Cacciatorpediniere Lanciamissili classe Andrea Doria）は、イタリア海軍のミサイル駆逐艦の艦級。フランスとイギリス共同で計画を進めたホライズン計画のイタリアにおける採用艦である。

## 来歴
1980年代後半、イタリアを含むNATO加盟8カ国の海軍は、NFR-90構想のもとで、フリゲートの国際共同開発計画に着手した。しかし計画の過程で各国の要求事項の差異が顕在化し、1989年、イギリス、フランス、イタリアが相次いで計画から離脱した。残る5ヶ国は計画の続行を試みたものの、1990年1月18日、計画のキャンセルが決定された。
一方、NFR-90計画から離脱したのちも、イギリスとフランスはそれぞれ独自に次期防空艦の開発を進めていた。1990年に両者は合流し、英仏将来フリゲート（A3F: Anglo-French Future Frigate）計画が開始された。そして1992年、イタリアも加わってスタートしたのがホライズン計画である。独自の艦対空ミサイルを採用した対空武器システムとしてのPAAMSを共同開発し、これを共通設計の船体に搭載することとしていたが、細部の武装については各国が独自のものを搭載する計画であった。船体設計の意見の相違から、1999年にはイギリスが脱退したものの、PAAMSの開発には残留した。その後、フランスとイタリアのみで計画は続行され、完成したホライズン型防空フリゲートのイタリア側の建造艦が本級であり、2000年11月26日、2隻が発注された。

## 設計
船型は長船首楼型を採用しており、ダメージコントロールのため、4個の大区画、24個の小区画に区分されている。またレーダー反射断面積（RCS）や赤外線輻射、水中放射雑音など各種シグネチャーの低減策が講じられたステルス艦となっている。なお居住区は230名分が確保されており、15パーセントまでは女性乗員とすることができるほか、外科・歯科にも対応できる病室を備えている。
当初、ホライズン計画艦は、先進的なCODLAG方式の採用を検討していた。この計画では、ガスタービンエンジン 2基とディーゼルエンジン 4基で交流発電機を稼動させ、この電力によって電動機が駆動することになっていた。しかし1990年代中ごろには、他の方式も模索されるようになっており、イギリスが離脱した後、結局、ホライズン計画艦には、もっとも技術的リスクの少ないCODOG方式が採用されることとなった。なお、イギリスは逆に、CODLAG方式よりさらに先進的な統合電気推進（IEP）を採用している。本級では、巡航機としてSEMT ピルスティク12 PA6 STCディーゼルエンジン（単機出力5,850 bhp）、高速機としてフィアット-ゼネラル・エレクトリック LM2500ガスタービン（27,500 shp）を組み合わせて搭載している。なお精密な操艦に備えて、出力550キロワットのバウスラスター1基も設置された。なお、減揺装置としてフィンスタビライザー2組を備えている。
電源としては、イソッタ・フラスキーニ VL-1716 T2 MEディーゼル発電機4基を搭載した。

## 装備

### C4ISR
中核的なセンサーとなるのがMM/SPY-790（EMPAR）多機能レーダーである。これはパッシブ・フェーズドアレイ（PESA）アンテナを備えており、Cバンドで動作する。また早期警戒レーダーとしてLバンドのS1850M、対水上捜索用としてXバンドのMM/SPS-791（RAN-30X/I）も併載される。ソナーとしては、UMS-4110CLをバウ・ドームに収容して搭載する。
DCNSとアレニア社の共同開発による戦術情報処理装置（CMS）を備えている。また戦術データ・リンクとしてリンク 11・14・16に対応するほか、衛星通信システムも備えている。

### 武器システム
上記の経緯より、本級の中核的な武器システムとして搭載されるのがPAAMSであり、本級の搭載システムはフランス・イタリア海軍の運用要求に則ったもので、PAAMS(E)の形式名で種別されている。その火力として用いられるのがアスター艦対空ミサイル（SAM）であり、長射程型のアスター30と中射程用のアスター15がある。これらは、48セルのシルヴァーA50 VLSに収容される。標準的には、アスター15が16発、アスター30が32発搭載される。
艦砲としては、62口径76mm単装速射砲（76mmスーパー・ラピッド砲）を採用した。フランス艦と同様に艦橋直前両舷に1基ずつ設置したほか、本級では、上部構造物後端の右舷側にも3番砲を設置した。これにあわせて、XバンドのNA-25XP砲射撃指揮装置も、前檣上部のほか33番砲の直前にも装備されている。また近接目標への備えとして80口径25mm機銃（エリコン-オート・マトラKBA）も搭載される。
対艦兵器としては、国産のテセオMk.2艦対艦ミサイルの4連装発射筒2基を装備する。対潜兵器としてはMU90短魚雷のため、イタリア海軍で標準的なB.515/3 324mm連装魚雷発射管2基を備えているが、ステルス性確保のため、普段はシャッター内に格納されている。また対魚雷用のSLATも装備されたが、これは曳航式のアルト魚雷警報装置とコントラアルト・デコイ発射装置から構成されている。
船尾甲板はヘリコプター甲板とされており、NFH90またはAW101哨戒ヘリコプターの運用に対応する。ヘリコプター甲板にはTC-ASIST着艦拘束・機体移送装置を備えている。

## 比較表
|          |            | 45型（デアリング級）                       | フォルバン級                               | アンドレア・ドーリア級                     |
| -------- | ---------- | ------------------------------------------ | ------------------------------------------ | ------------------------------------------ |
| 船体     | 満載排水量 | 8,000 t                                    | 7,000 t                                    | 6,700 t                                    |
| 船体     | 全長       | 152.4 m                                    | 153 m                                      | 153 m                                      |
| 船体     | 全幅       | 16.1 m                                     | 20.3 m                                     | 20.3 m                                     |
| 機関     | 方式       | IFEP                                       | CODOG                                      | CODOG                                      |
| 機関     | 出力       | 53,648 shp                                 | 62,560 shp                                 | 62,560 shp                                 |
| 機関     | 速力       | 31.5 kt                                    | 29 kt                                      | 29 kt                                      |
| 兵装     | 砲熕       | 55口径114mm単装砲×1基                      | 62口径76mm単装砲×2基                       | 62口径76mm単装砲×3基                       |
| 兵装     | 砲熕       | 20mmCIWS×2基                               | 90口径20mm単装機銃×2基                     | 87口径25mm単装機銃×2基                     |
| 兵装     | 砲熕       | 75口径30mm単装機銃×2基                     | ―                                          | ―                                          |
| 兵装     | ミサイル   | シルヴァーA50 VLS×48セル （アスター15/30） | シルヴァーA50 VLS×48セル （アスター15/30） | シルヴァーA50 VLS×48セル （アスター15/30） |
| 兵装     | ミサイル   | ハープーン 4連装発射機×2基                 | エグゾセMM40 4連装発射機×2基               | テセオ 4連装発射機×2基                     |
| 兵装     | 水雷       | 後日装備可能                               | 324mm魚雷発射管×2基                        | 324mm魚雷発射管×2基                        |
| レーダー | 多機能型   | SAMPSON×1基                                | EMPAR×1基                                  | EMPAR×1基                                  |
| レーダー | 捜索用     | S1850M×1基                                 | S1850M×1基                                 | S1850M×1基                                 |
| 艦載機   | 艦載機     | リンクスHMA.8 / マーリンHM.1×1機           | NFH90 / AW101×1機                          | NFH90 / AW101×1機                          |
| 同型艦数 | 同型艦数   | 6隻                                        | 2隻                                        | 2隻                                        |

## 同型艦
イタリア海軍では、アウダーチェ級駆逐艦および既に退役したアンドレア・ドーリア級巡洋艦の後身用として、当初は6隻、後には4隻の建造を予定していた。しかし1993年12月、湾岸危機を受けた禁輸措置の煽りでアルティリエーレ級（改ルポ級、ソルダティ級とも）4隻がイタリア海軍に編入されることになったことから、そのための予算を捻出するため、建造数は2隻に削減された。
| 艦番号 | 艦名                              | 起工           | 進水            | 就役            |
| ------ | --------------------------------- | -------------- | --------------- | --------------- |
| D553   | アンドレア・ドーリア Andrea Doria | 2002年 7月19日 | 2005年 10月15日 | 2007年 12月22日 |
| D554   | カイオ・ドゥイリオ Caio Duilio    | 2003年 9月19日 | 2007年 10月23日 | 2009年 4月3日   |